# Milan Jakopovič
Milan Jakopovič, slovenski politik in vzgojitelj, * 18. julij 1972, Ljubljana.
Jakopovič je ustanovil in vodi dobrodelno društvo Petka za nasmeh, ki pomaga različnim ranljivim skupinam ter ljudem, ki so se znašli v stiski.
Na seji Državnega zbora 9. junija 2022 je bil potrjen kot nadomestni poslanec Luka Mesca, ki je prevzel funkcijo Ministra za delo, družino, socialne zadeve in enake možnosti.